# Simone Sini
Simone Sininni (Sesto San Giovanni, 13 maggio 1992) è un calciatore italiano, difensore del Valmontone 1921.

## Carriera

### Club
Cresciuto calcisticamente nelle giovanili del Tor di Quinto, ancora minorenne viene acquistato dalla Roma. Il 20 luglio 2010 viene acquisito con la formula del prestito dal Lecce, in Serie A, allenato da Luigi De Canio. Esordisce in massima serie il 29 agosto seguente nella prima giornata di campionato, a 18 anni, giocando titolare nella partita Milan-Lecce (4-0) disputata allo stadio Meazza. Conclude la stagione con 11 presenze.
Il 5 agosto 2011 il giocatore viene ceduto in prestito con diritto di riscatto della metà al Bari, appena retrocesso in Serie B. Debutta con i pugliesi il 27 agosto, alla prima giornata di campionato, nella gara contro il Varese (0-0) disputata al San Nicola. In gennaio termina anticipatamente il prestito,.
Il 9 agosto successivo passa in prestito con diritto di riscatto alla Pro Vercelli ma a causa dell'infortunio salterà tutta la prima parte della stagione.
Il 30 luglio 2013 il giocatore si trasferisce al Perugia, in Prima Divisione, dopo essere stato acquistato in compartecipazione dal club biancorosso. Nell'unica stagione trascorsa in Umbria vince da titolare il campionato, conquistando l'approdo in Serie B e, a fine torneo, la supercoppa di categoria. L'estate successiva il giocatore viene riscattato dalla Roma (per una cifra attorno ai 500.000 euro), che il 15 luglio 2014 lo gira in prestito al Pisa, in Lega Pro, dove gioca 32 partite.
Il 15 luglio 2015 si accorda con l'Entella, in Serie B. In occasione di Ascoli-Entella 1-0 del successivo 15 settembre tocca quota 100 presenze con i professionisti. Il 14 maggio 2016, nella vittoria casalinga 4-0 sull'Avellino, chiude il punteggio realizzando su calcio di punizione il suo primo gol in serie cadetta. Il 7 agosto 2017 rimasto svincolato firma con la Viterbese Castrense, in Serie C..
Il 1º luglio 2019 passa per 225.000 euro alla Ternana firmando un contratto biennale.
Il 24 settembre 2020 viene ceduto all'Ascoli in cambio di Lorenzo Laverone.
Il 27 gennaio 2021 viene acquistato dall'Alessandria, con cui a fine stagione ottiene la promozione in Serie B.
Il 30 gennaio 2022 viene ceduto in prestito al Renate. Disputa la stagione 2022-2023 Serie C da capitano dell'Alessandria dalla quale si svincola il 14 luglio 2023. Il giorno seguente diventa un nuovo giocatore del Monterosi Tuscia, firmando un contratto pluriennale.

### Nazionale
Il giocatore conta numerose presenze e varie reti con varie nazionali italiane giovanili. Il 12 gennaio 2011 nell'amichevole giocata ad Adalia, contro i pari età della Turchia sigla la sua prima rete con la maglia dell'Under-19. Il 10 agosto seguente debutta in Nazionale Under-21 nell'amichevole pareggiata 1-1 contro la Svizzera.

## Statistiche

### Presenze e reti nei club
Statistiche aggiornate al 15 aprile 2024.
| Stagione                   | Squadra                    | Campionato                 | Campionato | Campionato | Coppe nazionali | Coppe nazionali | Coppe nazionali | Coppe europee | Coppe europee | Coppe europee | altre coppe | altre coppe | altre coppe | totale | totale | totale |
| Stagione                   | Squadra                    | Comp                       | Pres       | Reti       | Comp            | Pres            | Reti            | Comp          | Pres          | Reti          | Comp        | Pres        | Reti        | Pres   | Reti   |        |
| -------------------------- | -------------------------- | -------------------------- | ---------- | ---------- | --------------- | --------------- | --------------- | ------------- | ------------- | ------------- | ----------- | ----------- | ----------- | ------ | ------ | ------ |
| 2010-2011                  | Lecce                      | A                          | 2          | 0          | CI              | 0               | 0               |               | -             | -             |             | -           | -           | 2      | 0      |        |
| 2011-gen. 2012             | Bari                       | B                          | 2          | 0          | CI              | 0               | 0               |               | -             | -             | -           | -           | -           | 2      | 0      |        |
| gen.-giu. 2012             | Livorno                    | B                          | 7          | 0          | CI              | -               | -               |               | -             | -             |             | -           | -           | 7      | 0      |        |
| 2012-2013                  | Pro Vercelli               | B                          | 18         | 0          | CI              | 0               | 0               |               | -             | -             |             | -           | -           | 18     | 0      |        |
| 2013-2014                  | Perugia                    | 1D                         | 24         | 0          | CI+CI-LP        | 1+4             | 0               |               | -             | -             | SdL-1D      | 2           | 0           | 31     | 0      |        |
| 2014-2015                  | Pisa                       | LP                         | 32         | 1          | CI+CI-LP        | 2+2             | 0               |               | -             | -             |             | -           | -           | 36     | 1      |        |
| 2015-2016                  | Virtus Entella             | B                          | 13         | 1          | CI              | -               | -               |               | -             | -             |             | -           | -           | 13     | 1      |        |
| 2016-2017                  | Virtus Entella             | B                          | 32         | 1          | CI              | 0               | 0               |               | -             | -             |             | -           | -           | 32     | 1      |        |
| Totale Virtus Entella      | Totale Virtus Entella      | Totale Virtus Entella      | 45         | 2          |                 | 0               | 0               |               | -             | -             |             | -           | -           | 45     | 2      |        |
| 2017-2018                  | Viterbese Castrense        | C                          | 35+6       | 1+1        | CI-C            | 7               | 1               |               | -             | -             |             | -           | -           | 48     | 3      |        |
| 2018-2019                  | Viterbese Castrense        | C                          | 24+2       | 0          | CI+CI-C         | 0+5             | 0               |               | -             | -             |             | -           | -           | 31     | 0      |        |
| Totale Viterbese Castrense | Totale Viterbese Castrense | Totale Viterbese Castrense | 59+8       | 1+1        |                 | 12              | 1               |               | -             | -             |             | -           | -           | 79     | 3      |        |
| 2019-2020                  | Ternana                    | C                          | 13         | 1          | CI-C            | 6               | 0               |               | -             | -             |             | -           | -           | 19     | 1      |        |
| 2020-gen. 2021             | Ascoli                     | B                          | 5          | 0          | CI              | 1               | 0               |               | -             | -             |             | -           | -           | 6      | 0      |        |
| gen. 2021-giu. 2021        | Alessandria                | C                          | 11         | 0          | CI-C            | 0               | 0               |               | -             | -             |             | -           | -           | 11     | 0      |        |
| 2021-gen. 2022             | Alessandria                | B                          | 0          | 0          | CI              | 0               | 0               | -             | -             | -             | -           | -           | -           | 0      | 0      |        |
| gen.-giu. 2022             | Renate                     | C                          | 13         | 0          |                 | -               | -               | -             | -             | -             | -           | -           | -           | 13     | 0      |        |
| 2022-2023                  | Alessandria                | C                          | 33+2       | 0          | CI-C            | 1               | 0               |               | -             | -             |             | -           | -           | 36     | 0      |        |
| Totale Alessandria         | Totale Alessandria         | Totale Alessandria         | 44+2       | 0          |                 | 1               | 0               |               | -             | -             |             | -           | -           | 47     | 0      |        |
| 2023-2024                  | Monterosi Tuscia           | C                          | 32         | 1          | CI-C            | 1               | 0               | -             | -             | -             | -           | -           | -           | 33     | 1      |        |
| 2024-2025                  | Chieti                     | D                          | 0          | 0          | -               | -               | -               | -             | -             | -             | -           | -           | -           | 0      | 0      |        |
| Totale carriera            | Totale carriera            | Totale carriera            | 306        | 7          |                 | 30              | 1               |               | 0             | 0             |             | 2           | 0           | 338    | 8      |        |

## Palmarès

### Club

#### Competizioni nazionali
- Campionato italiano di Lega Pro Prima Divisione: 1

Perugia: 2013-2014 (girone B)
- Supercoppa di Lega di Prima Divisione: 1

Perugia: 2014
- Coppa Italia Serie C: 1

Viterbese: 2018-2019